# Diltiazem
A diltiazem a benzotiazepinek egyik típusa, a magas vérnyomás, a koszorúér-betegség és esetenként a rendszertelen szívverés (aritmia) kezelésére alkalmazzák.
A VIII. Magyar Gyógyszerkönyvben Diltiazem-hidroklorid (Diltiazemi hydrochloridum)    néven hivatalos.  